# Уткино (Рязанская область)
Уткино — деревня в России, расположена в Клепиковском районе Рязанской области. Является административным центром Уткинского сельского поселения.

## Географическое положение
Деревня Уткино расположена примерно в 24 км к востоку от центра города Спас-Клепики. Ближайшие населённые пункты — посёлок Тума к северу, деревня Щурово к востоку, деревня Савино к югу и деревня Голево к западу.

## История
Деревня отмечена на картах середины XIX века.
В 1905 году деревня входила в состав Спиринской волости Касимовского уезда и имела 64 двора при численности населения 351 чел.
С 1929 по 1963 годы деревня входила в состав Тумского района.

## Население
| 1859 | 1906 | 2010 |
| ---- | ---- | ---- |
| 260  | ↗351 | ↘287 |

## Транспорт и связь
Деревня связана с посёлком Тума дорогой с твёрдым покрытием.
Деревню Уткино обслуживает отделение почтовой связи Тума (индекс 391001).